# Limenitis campeda
Limenitis campeda är en fjärilsart som beskrevs av Hans Fruhstorfer 1915. Limenitis campeda ingår i släktet Limenitis och familjen praktfjärilar. Inga underarter finns listade i Catalogue of Life.